# St. Gallus (Gestratz)

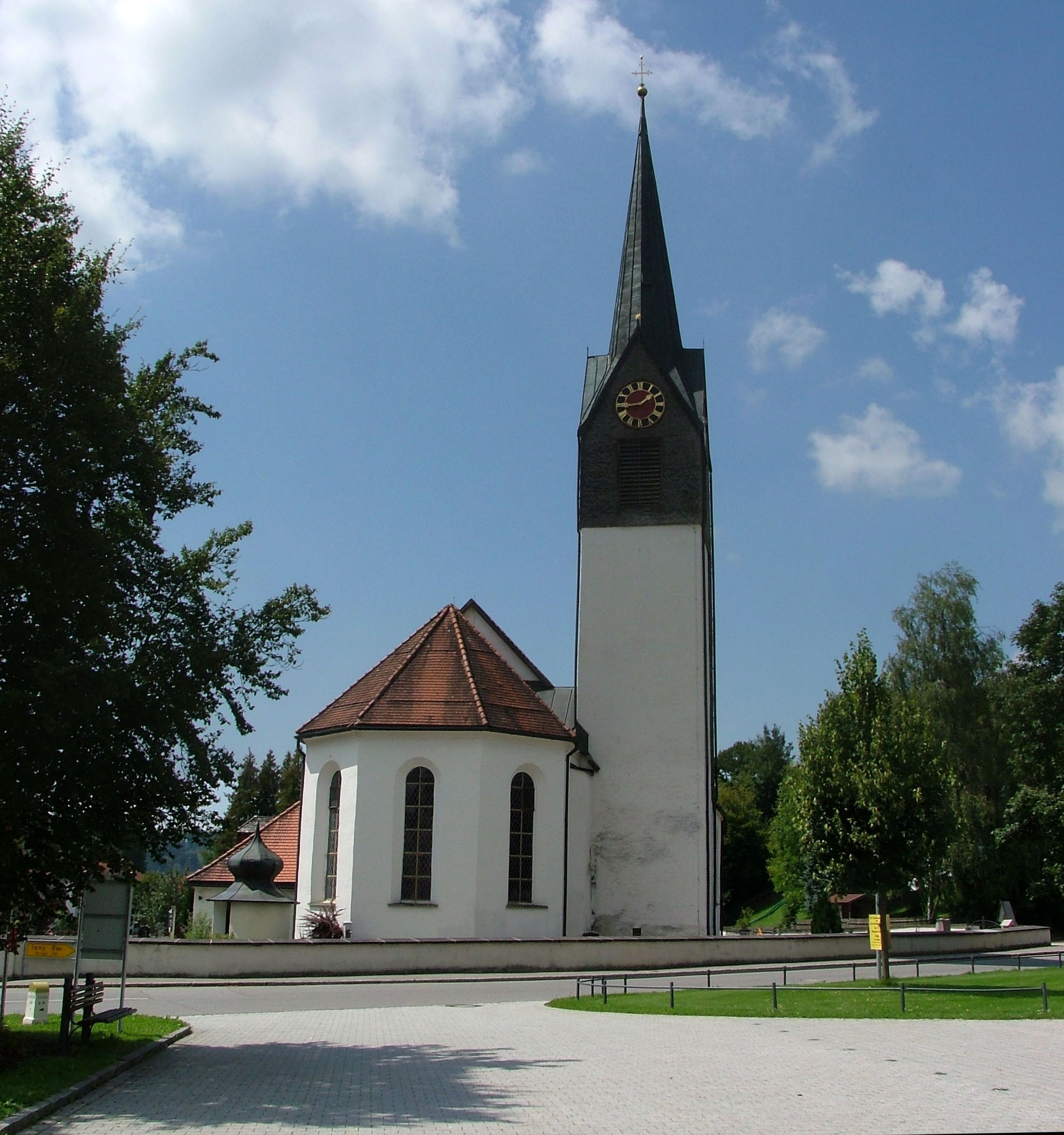
St. Gallus in Gestratz

St. Gallus ist die römisch-katholische Pfarrkirche von Gestratz, einer Gemeinde im schwäbischen Landkreis Lindau (Bodensee) von Bayern. Das denkmalgeschützte Bauwerk ist in der Liste der Baudenkmäler in Gestratz als Baudenkmal unter der Nr. D-7-76-112-1 eingetragen. Die Kirchengemeinde gehört zum Dekanat Lindau des Bistums Augsburg.

## Beschreibung
Die Saalkirche wurde 1435 bis 1437 erbaut und war bis zum Dreißigjährigen Krieg Wallfahrtskirche. Sie besteht aus einem Langhaus, das 1866 nach Westen verlängert wurde, einen wenig eingezogenen, dreiseitig geschlossenen Chor im Osten und einem Chorflankenturm an der Nordwand des Chors, hinter dessen Klangarkaden sich der Glockenstuhl mit fünf Glocken befindet, und der mit einem spitzen Helm zwischen Dreiecksgiebeln, in denen sich die Zifferblätter der Turmuhr angebracht sind, bedeckt wurde. Der Innenraum des Langhauses ist mit einer Kassettendecke überspannt. Im Westen befindet sich eine Empore, auf der die Orgel steht. Die Wandmalereien im Langhaus und im Chor werden Hans Strigel dem Älteren zugeschrieben. Die um 1770/80 gebaute Kanzel wird Johann Richard Eberhard zugeschrieben. Der Kreuzweg wird Johann Michael Holzhey zugewiesen. Die Orgel mit 21 Registern, zwei Manualen und einem Pedal wurde 2007 von der Hermann Weber Orgelbau in Leutkirch gebaut.